# Psammocora explanulata
Psammocora explanulata là một loài san hô trong họ Siderastreidae. Loài này được Horst mô tả khoa học năm 1922.